# كوردون بلو الدجاج
كوردون بلو الدجاج (Chicken Cordon Bleu) طبق شهير عبارة عن صدر الدجاج ملفوف مع لحم المرتديلا أو الهام مع جبنة ناعمة، عادةً يقلّى بالزيت ولكن يمكن أيضاً أن يشوى بالفرن للتخفيف من الدسامة. وتقدّم سلطة الخضار المسلوقة إلى جانبه.

## المكونات
يحتوي الكوردون بلو بالدجاج عادةً على صدور الدجاج، مع الجبنة الزرقاء، وجبن الموتزاريلا، ولحم المرتديلا، والبيض، والزيت، والكعك المطحون، والفلفل الأسود، والبهارات، والملح.

## التاريخ
كوردون بلو الدجاج هو طبق سويسري الأصل من عام 1940. يعود أصل تسمية الكوردون بلو، والتي تعني بالفرنسية «الشريط الأزرق»، إلى الشريط الأزرق الذي كان يمنحه الملك هنري الثالث ملك فرنسا لأصحاب أعلى رتبة في الفروسية في الجيش الفرنسي بدءًا من عام 1578، ومنذ ذلك الحين، صار الكوردون بلو مصطلح يستخدم للإشارة إلى أنواع الاطعمة المعدة على مستوى عالٍ جدا من الإتقان والجودة وعلى أيدي طهاة بارزين. قد نجد أيضًا تشابهًا واضحًا بين الشريط الازرق والوشاح الذان كانا يزينان ملابس فرسان القرون الوسطى، وبين الشرائط التي تزين مئزر الطباخ في بعض الدول في العصر الحديث.
صنع طبق الكوردون بلو لأول مرة على الأرجح في أربعينيات القرن العشرين في مدينة بريغ في سويسرا، وكان يحتوي على شرائح لحم الشنيتزل الملفوفة بالجبن. وردت وصفة الكوردون بلو المحضر من لحم الشنيتزل لأول مرة في كتاب للطهي نشر في عام عام 1949، تلاها العديد من وصفات تحضير الكوردون بلو من لحم العجل التي نشرت في منتصف الخمسينيات من القرن العشرين، أما الكوردون بلو المحضر من الدجاج، فلعل أقدم إشارة له في نص مطبوع معروفة لنا حتى الآن هي ما جاء في صحيفة نيويورك تايمز في عام 1967.

## الاختلافات
توجد العديد من وصفات الكوردون بلو التي تختلف مكوناتها من منطقة لأخرى، ومن طاهٍ لآخر، إلا أن المكونات الأساسية التي تشترك بينها جميعًا هي الجبن واللحم أو الدجاج. ومن بين الوصفات الشائعة لتحضير كوردون بلو الدجاج وصفة يتم فيها تقطيع صدور دجاج إلى شرائح رقيقة تشبه شكل الفراشة، وتوضع فوقها شريحة رقيقة من لحم الخنزير، مع شريحة رقيقة من أحد أنواع الجبن الناعمة سهلة الذوبان مثل الجبن السويسري، ثم تلف قطع الدجاج بما عليها على هيئة لفائف وتغطى بطبقة من فتات الخبز أو البقسماط، ثم تقلى بعد ذلك قليًا عميقًا، وفي وصفات أخرى يمكن طهي لفائف الدجاج بداخل الفرن بدلًا من قليها. تهمل بعض الوصفات تغطية الدجاج بفتات الخبز أو البقسماط، أو تستبدله بلحم الخنزير، أو لحم الخنزير المقدد.

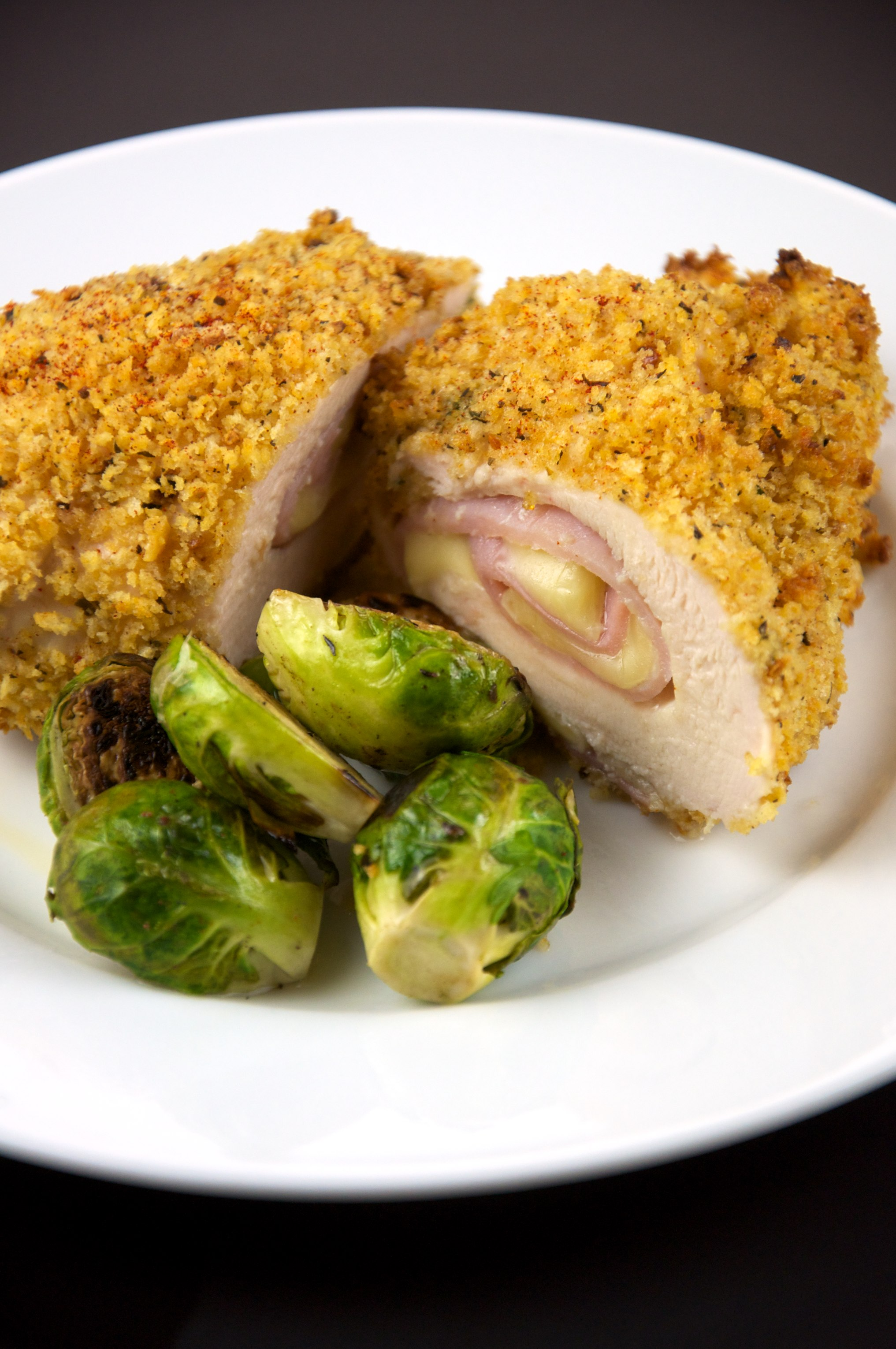
طبق من كوردون بلو الدجاج مع كرنب بروكسل

يعرف كوردون بلو الدجاج في إسبانيا باسم سان جاكوبو، وتتنوع طرق تحضيره التي قد يحتوي بعضها على لحم الخنزير أو بدونه. يعتبر طبق الكاتشابو أحد أنواع الكوردون بلو الشائعة في مقاطعة أستورياس بإسبانيا، وهو عبارة عن شرائح رقيقة مقلية من لحم العجل أو لحم البقر أو الدجاج ملفوفة حول حشوة لحم الخنزير والجبن.
يخلو كوردون بلو الدجاج في البلدان العربية والدول ذات الأغلبية المسلمة من لحم الخنزير ومشتقاته، حيث يصنع بلف قطع الدجاج حول حشوات من لحم البقر، أو لحم الضأن بدلاً من لحم الخنزير.

## المحتوى الغذائي
تحتوي قطعة كوردون بلو الدجاج (200غ تقريباً) بحسب موقع شهية، على المعلومات الغذائية التالية:
- السعرات الحرارية: 483
- الدهون: 39
- الدهون المشبعة: 8
- الكوليسترول: 133
- الكاربوهيدرات: 2
- البروتينات: 30

ملاحظة: لم يتم احتساب الطبقة الخارجية.